# Ladislav Krejčí
Ladislav Krejčí, född 5 juli 1992, är en tjeckisk fotbollsspelare som spelar för Sparta Prag. Han spelar även för Tjeckiens landslag.

## Karriär
Den 4 augusti 2020 blev Krejčí klar för en återkomst i Sparta Prag, där han skrev på ett treårskontrakt.